# 52294 Detlef
52294 Detlef è un asteroide della fascia principale. Scoperto nel 1990, presenta un'orbita caratterizzata da un semiasse maggiore pari a 2,4331670 au e da un'eccentricità di 0,1772803, inclinata di 1,81697° rispetto all'eclittica.
L'asteroide è dedicato all'ingegnere elettrico tedesco Detlef Ninnemann.